# أوتو نوردنسكولد
نيلس أوتو غوستاف نوردنسكولد (بالسويدية: Nils Otto Gustaf Nordenskjöld) (2 يونيو 1928 6 ديسمبر 1869) جيولوجي وجغرافي ومستكشف قطبي فنلندي وسويدي.
درس في جامعة أوبسالا، وحصل على الدكتوراه في الجيولوجيا عام 1894، وأصبح لاحقًا محاضرًا ثم أستاذًا مشاركًا في قسم الجيولوجيا بالجامعة.
قاد أوتو نوردنسكولد رحلات استكشافية في علم المعادن إلى باتاغونيا في تسعينيات القرن التاسع عشر، وإلى ألاسكا ومنطقة كلوندايك في عام 1898.